# Araks Ararat
Araks Ararat was een Armeense voetbalclub uit Ararat. 

## Geschiedenis
De club werd opgericht in 1960 als FC Ararat. Na de onafhankelijkheid van Armenië werd de club overgenomen door het bedrijf Ararat Cement en wijzigde de naam in Tsement Ararat in 1993 en speelde  toen ook in de hoogste klasse. Na twee plaatsen in de middenmoot werd de club vicekampioen in 1995. In 1998 werd de club kampioen. Ook in 2000 werd de club kampioen, inmiddels onder de naam Araks Ararat. Door financiële problemen trok de club zich hierna terug uit de competitie. In 2001 kreeg de club met financiële problemen te kampen. De club verkocht, tijdens het seizoen de licentie aan Spartak Jerevan na dertien speeldagen en Spartak maakte het seizoen af. Het volgende seizoen startte de club weer in de tweede klasse en kon een promotie afdwingen. De club eindigde op een degradatieplaats in 2003 en na nog een seizoen in de tweede klasse werd de club opgeheven.

## Prestaties
Landskampioen
1998, 2000
Beker van Armenië
1998, 1999